# Schefflera gleasonii
Schefflera gleasonii là một loài thực vật có hoa trong Họ Cuồng cuồng. Loài này được (Britton & P.Wilson) Alain miêu tả khoa học đầu tiên năm 1985.